# All'ultimo voto
All'ultimo voto (Our Brand is Crisis) è un film del 2015 diretto da David Gordon Green, basato sull'omonimo documentario del 2005, diretto da Rachel Boynton, sulle elezioni presidenziali in Bolivia del 2002, che portarono all'elezione di Gonzalo Sánchez de Lozada.

## Trama
Durante una campagna politica per l'elezione del nuovo presidente in Bolivia, un candidato politico, vedendosi perdere numerosi consensi secondo i sondaggi, affida a una squadra americana, con a capo una brillante stratega, "Calamity" Jane Bodine, il compito di capovolgere la situazione per aiutarlo a raggiungere la vittoria. Nonostante il suo ritiro dalle scene, dovuto a uno scandalo, questa per lei rappresenta l'occasione di tornare trionfalmente in gioco e di battere il suo antico rivale, Pat Candy, capogruppo della parte strategica dell'opposizione.

## Distribuzione
Il primo trailer del film viene diffuso l'8 settembre 2015.
La pellicola è stata presentata in anteprima al Toronto International Film Festival l'11 settembre 2015, e distribuita nelle sale cinematografiche statunitensi a partire dal 30 ottobre 2015.